# 직종별 노동조합
직종별 노동조합(職種別労働組合, craft unionism)은 노동조합의 조직형태의 하나로서, 자격과 기술 등의 숙련된 기능(craft)을 요하는 직종에 종사하는 사람을 대상으로 하는 노동조합이다. 특정 산업에 종사하는 노동자 전체를 대상으로 하는 산업별 노동조합과 비교하면 단일기능의 노동조합이다.
역사적으로 초기 노동조합에서 많이 볼 수 있으며,. 같은 직종의 노동자들이 산업이나 기업에 관계없이 조직한다.

## 같이 보기
- 산업별 노동조합
- 기업별 노동조합